# الأفواخ (المخادر)

تعديل مصدري - تعديل

الأفواخ هي إحدى قرى عزلة الشرف بمديرية المخادر التابعة لمحافظة إب، بلغ تعداد سكانها 168 نسمة حسب تعداد اليمن لعام 2004.